# Jogos Mundiais Militares de 1999
Os Jogos Mundiais Militares de 1999 ou 2º Jogos Mundiais Militares do CISM foram um evento multiesportivo militar ocorrido entre 8 de Agosto e 17 de Agosto de 1999 na cidade de Zagreb, capital da Croácia, quatro anos após a realização da primeira edição dos Jogos Mundiais Militares, em Roma.
A competição reuniu 6734 atletas de 82 países, os quais disputaram 20 diferentes modalidades esportivas, sendo Remo e Canoagem modalidades de demonstração.

## Abertura
A abertura do evento foi realizada no Estádio Maksimir, em Zagreb, e contou com a presença de 30 mil espectadores.

## O Evento
A competição durou 12 dias (em 6 de Agosto e 7 de Agosto houve disputas anteriormente à Cerimônia de Abertura), havendo mais de 600 pessoas encarregadas pela alimentação dos atletas e 5 mil encarregadas pela segurança dos mesmos.
Houve, no total, transmissão de 42 horas do evento em televisão local, sendo 12 horas de transmissão ao vivo, com a participação de 674 profissionais de imprensa de 42 países diferentes.

## Quadro de Medalhas
| Ordem | País             | Medalha de ouro | Medalha de prata | Medalha de bronze | Total |
| ----- | ---------------- | --------------- | ---------------- | ----------------- | ----- |
| 1     | Rússia           | 46              | 35               | 31                | 112   |
| 2     | China            | 29              | 21               | 16                | 66    |
| 3     | Itália           | 16              | 20               | 21                | 57    |
| 4     | Croácia          | 11              | 12               | 20                | 43    |
| 5     | Coreia do Sul    | 10              | 4                | 4                 | 18    |
| 6     | Alemanha         | 9               | 11               | 12                | 32    |
| 7     | França           | 9               | 5                | 10                | 24    |
| 8     | Estados Unidos   | 8               | 10               | 8                 | 26    |
| 9     | Ucrânia          | 7               | 17               | 13                | 37    |
| 10    | Coreia do Norte  | 6               | 5                | 8                 | 19    |
| 11    | Eslovênia        | 6               | 4                | 5                 | 15    |
| 12    | Polônia          | 5               | 3                | 4                 | 12    |
| 13    | Belarus          | 5               | 2                | 14                | 21    |
| 14    | Áustria          | 4               | 6                | 5                 | 15    |
| 15    | Quénia           | 4               | 5                | 5                 | 14    |
| 16    | Letônia          | 4               | 1                | 1                 | 6     |
| 17    | Países Baixos    | 2               | 2                | 2                 | 6     |
| 18    | Bulgária         | 2               | 2                | 1                 | 5     |
| 19    | Azerbaijão       | 2               | 1                | 6                 | 9     |
| 20    | Argélia          | 2               | 1                | 0                 | 3     |
| 21    | Irlanda          | 2               | 0                | 3                 | 5     |
| 22    | Brasil           | 1               | 4                | 3                 | 8     |
| 23    | Romênia          | 1               | 2                | 1                 | 4     |
| 24    | Finlândia        | 1               | 1                | 1                 | 3     |
|       | Turquia          | 1               | 1                | 1                 | 3     |
| 26    | Bélgica          | 1               | 0                | 3                 | 4     |
|       | Egito            | 1               | 0                | 3                 | 4     |
| 28    | Catar            | 1               | 0                | 1                 | 2     |
|       | Tunísia          | 1               | 0                | 1                 | 2     |
| 30    | Senegal          | 1               | 0                | 0                 | 1     |
|       | Tanzânia         | 1               | 0                | 0                 | 1     |
| 32    | Grécia           | 0               | 7                | 2                 | 9     |
| 33    | Noruega          | 0               | 5                | 7                 | 12    |
| 34    | Lesoto           | 0               | 3                | 1                 | 4     |
| 35    | República Tcheca | 0               | 2                | 1                 | 3     |
| 36    | Chipre           | 0               | 2                | 0                 | 2     |
| 37    | Eslováquia       | 0               | 1                | 4                 | 5     |
| 38    | Lituânia         | 0               | 1                | 3                 | 4     |
| 39    | Geórgia          | 0               | 1                | 2                 | 3     |
| 40    | Arábia Saudita   | 0               | 1                | 1                 | 2     |
| 41    | Namíbia          | 0               | 1                | 0                 | 1     |
| 42    | África do Sul    | 0               | 0                | 2                 | 2     |
|       | Suíça            | 0               | 0                | 2                 | 2     |
| 44    | Barbados         | 0               | 0                | 1                 | 1     |
|       | Botsuana         | 0               | 0                | 1                 | 1     |
|       | Canadá           | 0               | 0                | 1                 | 1     |
|       | Costa do Marfim  | 0               | 0                | 1                 | 1     |
|       | Espanha          | 0               | 0                | 1                 | 1     |
|       | Sudão            | 0               | 0                | 1                 | 1     |
|       | Suécia           | 0               | 0                | 1                 | 1     |
| Fonte |                  |                 |                  |                   |       |